# ジェレズノドロジュニ

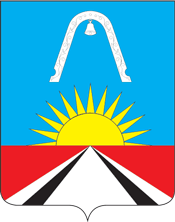
ジェレズノドロジュニの市章

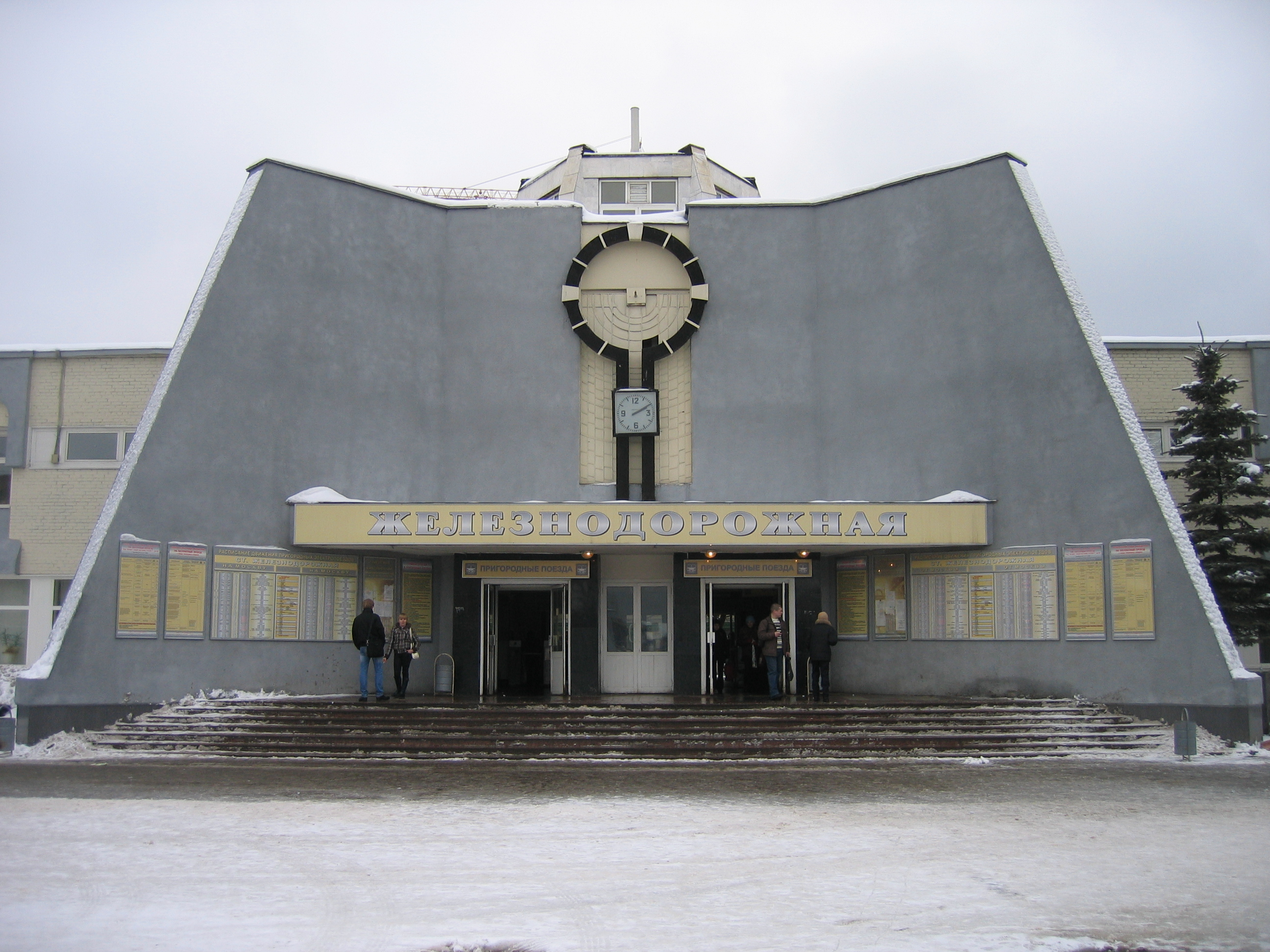
ジェレズノドロジュニ駅

ジェレズノドロジュニ（ロシア語: Железнодорожный）は、ロシアのモスクワ州にある都市。2015年にバラシハと合併した。2010年の人口は13万1729人だった。モスクワの21km東に位置する。

## 歴史
ジェレズノドロジュニにあるオビラロフカ駅は1861年にモスクワ＝ニジニ・ノヴゴロド間の鉄道の駅として開設され、レフ・トルストイの「アンナ・カレーニナ」で主人公が死んだ場所となったことから有名になった。1939年にはオビラロフカほかの集落が合併して都市型集落となり、ジェレズノドロジュニ（鉄道開発の町）に改称され、1951年には市に昇格した。1960年代にはクチノ（Кучино）、サヴィノ（Саввино）、テムニコヴォ（Темниково）、およびセルゲイェフカ（Сергеевка）の4つの地区がジェレズノドロジュニに編入された。このうち、クチノには1925年から1931年にかけてロシアの詩人であるアンドレイ・ベールイが住んでいた。

## 姉妹都市
- スロバキア - マルチン